# Langrend under vinter-OL 2018
Langrend under vinter-OL 2018 afholdes på Alpensia Cross-Country Centre. Der er i alt 12 konkurrencer, der vil være fordelt over perioden 10. – 25. februar 2018. I alt deltager der 310 skiløbere fordelt på lige antal af damer og herrer. 

## Konkurrenceprogram
Der er lagt følgende konkurrenceprogram for de 12 konkurrencer.
Alle tider er Koreatid (UTC+9).
| Dato        | Tid         | Konkurrence       |
| ----------- | ----------- | ----------------- |
| 10. februar | 16:15-17:20 | Skiathlon Damer   |
| 11. februar | 15:15-17:10 | Skiathlon Herrer  |
| 13. februar | 17:30-18:45 | Sprint Damer      |
| 13. februar | 20:00-22:00 | Sprint Herrer     |
| 15. februar | 15:30-17:15 | 10 km Damer       |
| 16. februar | 15:00-16:50 | 15 km Herrer      |
| 17. februar | 18:30-19:45 | Stafet Damer      |
| 18. februar | 15:15-17:10 | Stafet Herrer     |
| 21. februar | 17:00-18:30 | Holdsprint Damer  |
| 21. februar | 19:00-20:20 | Holdsprint Herrer |
| 24. februar | 14:00-17:05 | 50 km Herrer      |
| 25. februar | 15:15-17:20 | 30 km Damer       |

## Medaljer
| Event             | Guld                                                                                            | Sølv | Bronze |
| ----------------- | ----------------------------------------------------------------------------------------------- | --- | --- |
| Sprint Herrer     | Norge · Johannes Høsflot Klæbo                                                                  | Italien · Federico Pellegrino                                                                            | Olympiske atleter fra Rusland · Alexandr Bolsjunov                                                          |
| 15 km Herrer      | Schweiz · Dario Cologna                                                                         | Norge · Simen Hegstad Krüger                                                                             | Olympiske atleter fra Rusland · Denis Spitsov                                                               |
| Skiathlon Herrer  | Norge · Simen Hegstad Krüger                                                                    | Norge · Martin Johnsrud Sundby                                                                           | Norge · Hans Christer Holund                                                                                |
| 50 km Herrer      | Finland · Iivo Niskanen                                                                         | Olympiske atleter fra Rusland · Aleksandr Bolshunov                                                      | Olympiske atleter fra Rusland · Andrey Larkov                                                               |
| Holdsprint Herrer | Norge · Martin Johnsrud Sundby · Johannes Høsflot Klæbo                                         | Olympiske atleter fra Rusland · Denis Spitsov · Aleksandr Bolshunov                                      | Frankrig · Maurice Manificat · Richard Jouve                                                                |
| Stafet Herrer     | Norge · Didrik Tønseth · Martin Johnsrud Sundby · Simen Hegstad Krüger · Johannes Høsflot Klæbo | Olympiske atleter fra Rusland · Andrej Larkov · Aleksándr Bolshunov · Alekséj Chervotkin · Denis Spitsov | Frankrig · Jean-Marc Gaillard · Maurice Manificat · Clément Parisse · Adrien Backscheider                   |
| Sprint Damer      | Sverige · Stina Nilsson                                                                         | Norge · Maiken Caspersen Falla                                                                           | Olympiske atleter fra Rusland · Julia Belorukova                                                            |
| 10 km Damer       | Norge · Ragnhild Haga                                                                           | Sverige · Charlotte Kalla                                                                                | Norge · Marit Bjørgen / · Finland · Krista Pärmäkoski                                                       |
| Skiathlon Damer   | Sverige · Charlotte Kalla                                                                       | Norge · Marit Bjørgen                                                                                    | Finland · Krista Pärmäkoski                                                                                 |
| 30 km Damer       | Norge · Marit Bjørgen                                                                           | Finland · Krista Pärmäkoski                                                                              | Sverige · Stina Nilsson                                                                                     |
| Holdsprint Damer  | USA · Kikkan Randall · Jessica Diggins                                                          | Sverige · Charlotte Kalla · Stina Nilsson                                                                | Norge · Marit Bjørgen · Maiken Caspersen Falla                                                              |
| Stafet Damer      | Norge · Ingvild Flugstad Østberg · Astrid Uhrenholdt Jacobsen · Ragnhild Haga · Marit Bjørgen   | Sverige · Anna Haag · Charlotte Kalla · Ebba Andersson · Stina Nilsson                                   | Olympiske atleter fra Rusland · Natalia Nepryaeva · Yulia Belorukova · Anastasia Sedova · Anna Nechaevskaya |

## Medaljeoversigt
| Langrend                      | Guld | Sølv | Bronze | Total |
| Norge                         | 7    | 4    | 3      | 14    |
| Sverige                       | 2    | 3    | 1      | 6     |
| Finland                       | 1    | 1    | 2      | 4     |
| Schweiz                       | 1    | 0    | 0      | 1     |
| USA                           | 1    | 0    | 0      | 1     |
| Olympiske atleter fra Rusland | 0    | 3    | 5      | 8     |
| Italien                       | 0    | 1    | 0      | 1     |
| Frankrig                      | 0    | 0    | 2      | 2     |

Efter alle konkurrencernr.